# Edinburgh Trams
| Edinburgh Trams                                         | Edinburgh Trams                          |
| ------------------------------------------------------- | ---------------------------------------- |
| Straßenbahn am Shandwick Place im Zentrum von Edinburgh |                                          |
| Basisinformationen                                      |                                          |
| Staat                                                   | Vereinigtes Königreich                   |
| Stadt                                                   | Edinburgh                                |
| Eröffnung                                               | 31. Mai 2014                             |
| Betreiber                                               | Edinburgh Trams Ltd.                     |
| Besitzer                                                | Transport for Edinburgh                  |
| Infrastruktur                                           |                                          |
| Streckenlänge                                           | 18,5 km                                  |
| Spurweite                                               | 1435 mm (Normalspur)                     |
| Stromsystem                                             | 750 Volt DC, Oberleitung                 |
| Haltestellen                                            | 24                                       |
| Betriebshöfe                                            | 1                                        |
| Betrieb                                                 |                                          |
| Linien                                                  | 1                                        |
| Fahrzeuge                                               | 27 CAF Urbos 3 Zweirichtungs-Gelenkwagen |
| Zuglänge                                                | 42,8 m                                   |
| Statistik                                               |                                          |
| Fahrgäste                                               | 7,5 Mio. pro Jahr (Stand 2018/19)        |
| Karte                                                   |                                          |
|                                                         |                                          |
| Webseite                                                |                                          |
| edinburghtrams.com                                      |                                          |

Edinburgh Trams ist eine in Schottlands Hauptstadt Edinburgh (Vereinigtes Königreich) verkehrende Straßenbahn. Sie wurde am 31. Mai 2014 fast 60 Jahre nach der Stilllegung der alten Straßenbahn eröffnet.
Der erste Streckenabschnitt vom Flughafen im Westen ins Stadtzentrum wurde 2023 nach Nordosten zum Firth of Forth erweitert.

## Geschichte

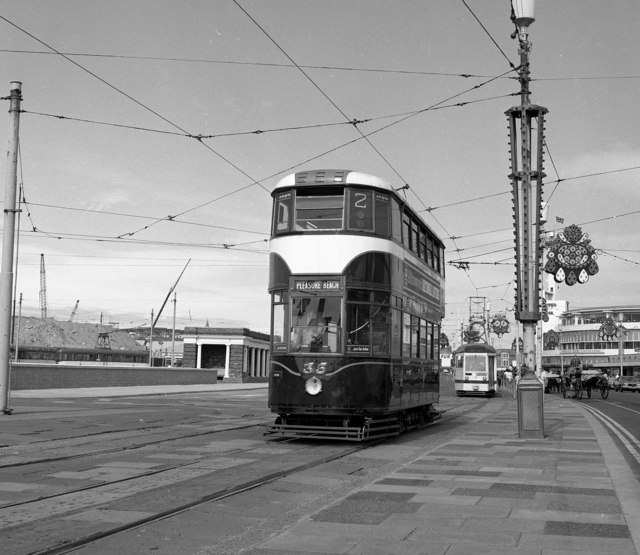
Doppelstockwagen 35 der elektrischen Straßenbahn Edinburgh in Blackpool (1984)

Edinburgh besaß ab 1871 eine Pferdebahn, die ab 1888 durch eine Kabelstraßenbahn ergänzt wurde. Ab 1905 wurde das Streckennetz auf elektrischen Betrieb umgestellt. Dieses Straßenbahnnetz, auf dem wie in den meisten britischen Städten vorwiegend Doppelstockwagen fuhren, wurde am 16. November 1956 eingestellt, die Infrastruktur anschließend entfernt. Seitdem war der ÖPNV auf Busse und Regionalbahnen beschränkt.

### Die neue Straßenbahn
Fast 50 Jahre später ergaben Studien zur Verkehrsplanung, dass eine Straßenbahn in Edinburgh eine sinnvolle Ergänzung und Entlastung des Nahverkehrs wäre. Dies führte zu zwei Gesetzen des Schottischen Parlaments im März und April 2006, die die rechtlichen und finanziellen Voraussetzungen für den Bau schufen. Die Bauarbeiten begannen im Frühjahr 2007 mit der Beräumung unterirdisch verlaufender Leitungen.
Die Straßenbahn wurde in Normalspur ausgeführt. Die Verantwortung für den Bau lag bei der Stadt Edinburgh, die sie durch einen städtischen Eigenbetrieb, die Transport Initiatives Edinburgh, wahrnahm. Den Bauauftrag erhielt im April 2008 die BBS, ein Konsortium aus Bilfinger Berger und Siemens. Die Bauarbeiten begannen im Juni 2008.
Kostenüberschreitungen und Streit zwischen dem bauausführenden Firmenkonsortium und den Auftraggebern führten im Februar und März 2009, von August 2009 bis Januar 2010 und erneut im Herbst 2010 zu Baustopps. Das führte zu mehrjährigen Verzögerungen. Im Juni 2011 wurde deshalb entschieden, die Strecke 1a deutlich zu verkürzen und die Bauabschnitte 1b – 3 aufzugeben. Die verbleibende Strecke sollte nun vom Flughafen kommend statt in Newhaven bereits am St Andrew Square in der Innenstadt enden. Letztendlich wurde aber doch eine Haltestelle weiter, bis zum York Place, gebaut. Auch ein vollständiger Abbruch des Projekts war erwogen worden, vor allem bei der Schottischen Nationalpartei (SNP), oder auch nur die Teilstrecke zwischen Flughafen und Haymarket in Betrieb zu nehmen.

## Planung

Die ursprüngliche Planung

Die Planung ging von drei Linien aus, von denen zwei durch die Gesetze des schottischen Parlaments genehmigt waren. Diese sollten in drei Bauphasen verwirklicht werden: 1a, 1b und 2.
- Phase 1a ist die Grundstrecke. Ihr erster, vom Flughafen Edinburgh am Bahnhof Edinburgh Haymarket vorbei durch die Princes Street (mit dortiger Umsteigemöglichkeit zur Eisenbahn am Bahnhof Edinburgh Waverley) und dem St Andrew Square zum York Place führender Teil wurde 2014 eröffnet. Im Juni 2023 wurde die bis Newhaven führende Fortsetzung in Betrieb genommen,[11] sodass die gesamte Länge nun 18,4 km beträgt.
- Phase 1b sollte eine Strecke verwirklichen, die beim Bahnhof Edinburgh Haymarket von der Grundstrecke abzweigen und zum Granton Square führen sollte. Diese Strecke mit einer Länge von 5,6 km wurde im April 2009 aufgrund der Kostenentwicklung beim Bau des Abschnitts 1a und des sich daraus ergebenden politischen Widerstandes aufgegeben.[12]
- Phase 2 wäre die Verbindung der beiden Endstationen Granton Square und Newhaven geworden.[12]
- Phase 3 sollte die Flughafenlinie nach Newbridge verlängern.

Die ursprüngliche Planung sah Baukosten von 512 Mio. £ und eine Eröffnung im Juli 2011 vor. Beide Eckdaten ließen sich nicht einhalten.

## Fertiggestellte Abschnitte
| \| \| \| Edinburgh Airport \| \| \| \| \| \| \| \| \| \| Eastfield Ave \| \| \| \| \| Ingliston Park & Ride \| \| \| \| \| Gogarburn \| \| \| \| \| Gogar (Betriebshalt für Fahrerwechsel) \| \| \| \| \| \| \| \| \| \| Betriebshof Gogar \| \| \| \| \| Myreton Dr \| \| \| \| \| Überleitstelle \| \| \| \| \| Edinburgh Gateway \| \| \| \| \| \| \| \| \| \| Glasgow Rd \| \| \| \| \| Gyle Centre \| \| \| \| \| South Gyle Broadway \| \| \| \| \| Lochside Ave \| \| \| \| \| Edinburgh Park Central \| \| \| \| \| Stadion Pk \| \| \| \| \| Bahnstrecke Edinburgh–Stirling \| \| \| \| \| Edinburgh Park Station \| \| \| \| \| Überleitstelle \| \| \| \| \| Bankhead \| \| \| \| \| S Gyle Access \| \| \| \| \| B701 \| \| \| \| \| Saughton \| \| \| \| \| Saughton Rd \| \| \| \| \| Bahnstrecke Edinburgh–Stirling / Edinburgh–Dundee \| \| \| \| \| Balgreen \| \| \| \| \| Balgreen Rd \| \| \| \| \| Roseburn Rd \| \| \| \| \| Murrayfield Stadium \| \| \| \| \| Russell Rd \| \| \| \| \| Haymarket Yards \| \| \| \| \| Haymarket \| \| \| \| \| Überleitstelle \| \| \| \| \| West End – Princes Street \| \| \| \| \| Princes Street \| \| \| \| \| geplante Strecke nach Süden \| \| \| \| \| St. Andrew Square \| \| \| \| \| Überleitstelle \| \| \| \| \| York Place (ehemalige Endhaltestelle) \| \| \| \| \| Picardy Place \| \| \| \| \| McDonald Road \| \| \| \| \| Craigentinny and Powerhall Branch \| \| \| \| \| Überleitstelle \| \| \| \| \| Balfour Street \| \| \| \| \| Foot of the Walk \| \| \| \| \| The Shore \| \| \| \| \| Port of Leith \| \| \| \| \| Victoria Bridge Water of Leith \| \| \| \| \| Überleitstelle \| \| \| \| \| Ocean Terminal \| \| \| \| \| Überleitstelle \| \| \| \| \| Newhaven \| \| \| \| \| Gleisende \| \| |  |                                                   |                                                   |
| U-Bahn-Kopfbahnhof Streckenanfang |  | Edinburgh Airport                                 | Edinburgh Airport                                 |
| U-Bahn-Überleitstelle / Spurwechsel |  |                                                   |                                                   |
| |  | Eastfield Ave                                     |                                                   |
| U-Bahn-Haltepunkt / Haltestelle |  | Ingliston Park & Ride                             | Ingliston Park & Ride                             |
| U-Bahn-Haltepunkt / Haltestelle |  | Gogarburn                                         | Gogarburn                                         |
| U-Bahn-Dienststation / Betriebs- oder Güterbahnhof |  | Gogar (Betriebshalt für Fahrerwechsel)            | Gogar (Betriebshalt für Fahrerwechsel)            |
| U-Bahn-Abzweig geradeaus und nach links · U-Bahn-Abzweig geradeaus und von rechts |  |                                                   |                                                   |
| U-Bahn-Strecke · U-Bahn-Dienststation / Betriebs- oder Güterbahnhof |  | Betriebshof Gogar                                 | Betriebshof Gogar                                 |
| |  | Myreton Dr                                        |                                                   |
| U-Bahn-Strecke · U-Bahn-Überleitstelle / Spurwechsel |  | Überleitstelle                                    | Überleitstelle                                    |
| |  | Edinburgh Gateway                                 |                                                   |
| U-Bahn-Abzweig geradeaus und von links · U-Bahn-Strecke nach rechts |  |                                                   |                                                   |
| |  | Glasgow Rd                                        |                                                   |
| U-Bahn-Haltepunkt / Haltestelle |  | Gyle Centre                                       | Gyle Centre                                       |
| |  | South Gyle Broadway                               |                                                   |
| |  | Lochside Ave                                      |                                                   |
| U-Bahn-Haltepunkt / Haltestelle |  | Edinburgh Park Central                            | Edinburgh Park Central                            |
| |  | Stadion Pk                                        |                                                   |
| Strecke quer · U-Bahn-Kreuzung mit Eisenbahn Ende Hochstrecke · Strecke von rechts |  | Bahnstrecke Edinburgh–Stirling                    | Bahnstrecke Edinburgh–Stirling                    |
| U-Bahn-Bahnhof · Bahnhof |  | Edinburgh Park Station                            | Edinburgh Park Station                            |
| U-Bahn-Überleitstelle / Spurwechsel links · Strecke |  | Überleitstelle                                    | Überleitstelle                                    |
| U-Bahn-Haltepunkt / Haltestelle · Abzweig geradeaus und von links · Strecke nach rechts |  | Bankhead                                          | Bankhead                                          |
| |  | S Gyle Access                                     |                                                   |
| |  | B701                                              |                                                   |
| U-Bahn-Haltepunkt / Haltestelle · Strecke |  | Saughton                                          | Saughton                                          |
| |  | Saughton Rd                                       |                                                   |
| Strecke von links · U-Bahn-Kreuzung mit Eisenbahn geradeaus oben · Strecke nach rechts |  | Bahnstrecke Edinburgh–Stirling / Edinburgh–Dundee | Bahnstrecke Edinburgh–Stirling / Edinburgh–Dundee |
| Strecke · U-Bahn-Haltepunkt / Haltestelle |  | Balgreen                                          | Balgreen                                          |
| |  | Balgreen Rd                                       |                                                   |
| |  | Roseburn Rd                                       |                                                   |
| U-Bahn-Bahnhof |  | Murrayfield Stadium                               | Murrayfield Stadium                               |
| |  | Russell Rd                                        |                                                   |
| Strecke |  | Haymarket Yards                                   | Haymarket Yards                                   |
| Bahnhof · U-Bahn-Bahnhof |  | Haymarket                                         | Haymarket                                         |
| Tunnelanfang · U-Bahn-Überleitstelle / Spurwechsel links |  | Überleitstelle                                    | Überleitstelle                                    |
| Strecke nach rechts (im Tunnel) · U-Bahn-Haltepunkt / Haltestelle |  | West End – Princes Street                         | West End – Princes Street                         |
| U-Bahn-Haltepunkt / Haltestelle |  | Princes Street                                    | Princes Street                                    |
| U-Bahn-Abzweig geradeaus und ehemals nach rechts |  | geplante Strecke nach Süden                       | geplante Strecke nach Süden                       |
| U-Bahn-Haltepunkt / Haltestelle |  | St. Andrew Square                                 | St. Andrew Square                                 |
| U-Bahn-Überleitstelle / Spurwechsel links |  | Überleitstelle                                    | Überleitstelle                                    |
| ehemaliger U-Bahn-Bahnhof |  | York Place (ehemalige Endhaltestelle)             | York Place (ehemalige Endhaltestelle)             |
| U-Bahn-Haltepunkt / Haltestelle |  | Picardy Place                                     | Picardy Place                                     |
| U-Bahn-Haltepunkt / Haltestelle |  | McDonald Road                                     | McDonald Road                                     |
| U-Bahn-Kreuzung mit Eisenbahn geradeaus oben (Querstrecke außer Betrieb) |  | Craigentinny and Powerhall Branch                 | Craigentinny and Powerhall Branch                 |
| U-Bahn-Überleitstelle / Spurwechsel links |  | Überleitstelle                                    | Überleitstelle                                    |
| U-Bahn-Haltepunkt / Haltestelle |  | Balfour Street                                    | Balfour Street                                    |
| U-Bahn-Haltepunkt / Haltestelle |  | Foot of the Walk                                  | Foot of the Walk                                  |
| U-Bahn-Haltepunkt / Haltestelle |  | The Shore                                         | The Shore                                         |
| U-Bahn-Haltepunkt / Haltestelle |  | Port of Leith                                     | Port of Leith                                     |
| U-Bahn-Brücke über Wasserlauf |  | Victoria Bridge Water of Leith                    | Victoria Bridge Water of Leith                    |
| U-Bahn-Überleitstelle / Spurwechsel links |  | Überleitstelle                                    | Überleitstelle                                    |
| U-Bahn-Haltepunkt / Haltestelle |  | Ocean Terminal                                    | Ocean Terminal                                    |
| U-Bahn-Überleitstelle / Spurwechsel |  | Überleitstelle                                    | Überleitstelle                                    |
| U-Bahn-Bahnhof |  | Newhaven                                          | Newhaven                                          |
| |  | Gleisende                                         |                                                   |

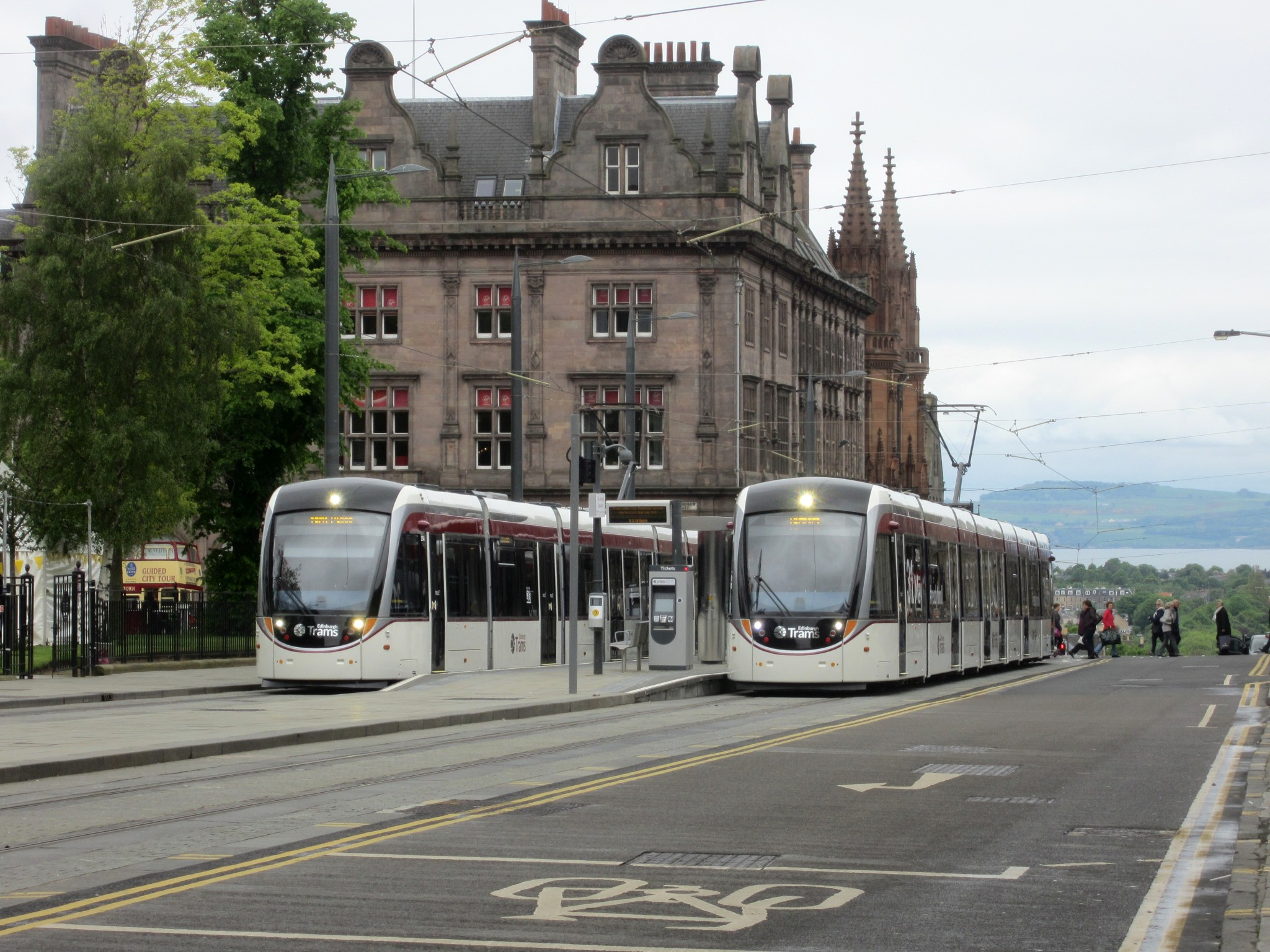
Zwei Trams am St Andrew Square: Wegen Kostensteigerungen beim Bau sollte hier ursprünglich die stadtseitige Endhaltestelle entstehen. Letztendlich wurde die Linie noch um eine Station zum York Place verlängert

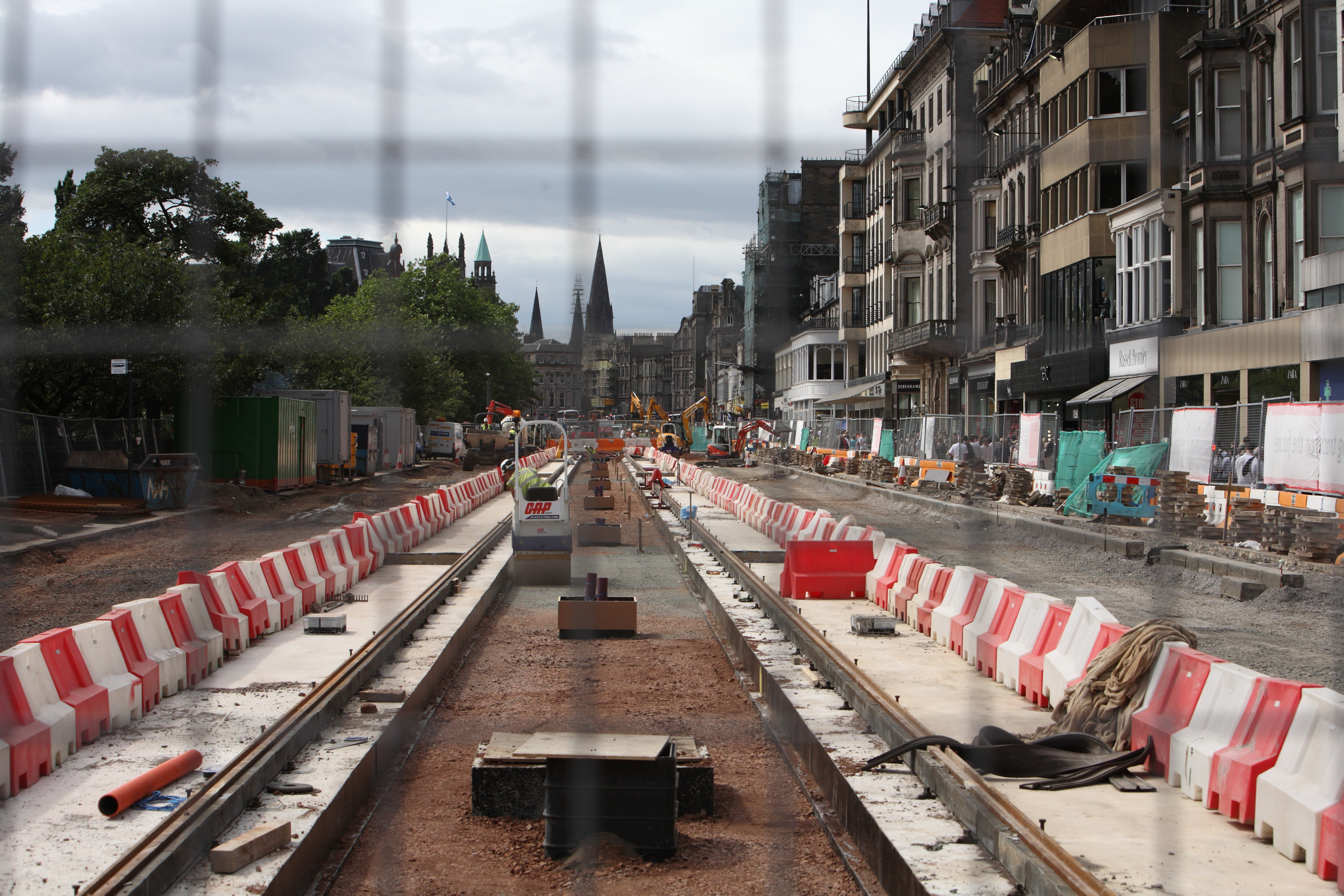
Einbau der Gleise auf der Princes Street

Bis 2014 wurde die Strecke vom Flughafen Edinburgh bis zum York Place über Haymarket und St. Andrew Square fertiggestellt.

### Verlängerung nach Newhaven
Von 2019 bis 2023 wurde der ursprünglich geplante Abschnitt 1a zu Ende gebaut. Die Vorarbeiten für das Projekt starteten am 20. Mai 2019.
Im Oktober 2019 wurde eine Bauablaufplanung veröffentlicht, die Bauarbeiten starteten am 18. November 2019 im Stadtteil Leith in der Constitution Street zwischen Foot of the Walk und Coatfield Lane sowie zwischen Queen Charlotte Street und Constitution Place. Zwischen Weihnachten und Neujahr 2019/20 wurde eine Baupause eingelegt, die Arbeiten sollten am 6. Januar 2020 fortgesetzt werden unter Einbeziehung der Lindsay Road.

Aufgrund der Coronakrise wurden die Arbeiten von Ende März bis zum 1. Juni 2020 unterbrochen.

Am 13. März 2023 wurde der Probebetrieb auf dem neuen Teilstück aufgenommen. Die Inbetriebnahme für den Passagierverkehr fand am 7. Juni 2023 statt.
Die Verlängerung ist 4,7 Kilometer lang, umfasst acht Stationen und kostete rund 200 Millionen Pfund. Die bisherige Endhaltestelle York Place im Stadtzentrum wurde durch die neue Station Picardy Place ersetzt.

## Finanzierung
Die Finanzierung des Projekts erwies sich als außerordentlich schwierig, da die ursprüngliche Kostenschätzung von 512 Mio. £ massiv überschritten wurde. Das lag zum einen an der Rezession, wurde aber auch den ausführenden Firmen angelastet. Trotz der drastischen Reduzierung des Projektumfangs stiegen die Kosten allein für die Reststrecke gleichwohl auf etwa 600 Mio. £. Zur Lösung des Problems wurde über die Verpfändung künftiger Gewinne der lokalen Busgesellschaft Lothian Buses, die derzeit das Bus-Netz von Edinburgh betreibt, der Straßenbahn selbst sowie über das Anheben der Tarife nachgedacht.
Im November 2015 beschloss der Stadtrat mit nur elf Gegenstimmen einen weiteren Ausbau bis zum Ocean Terminal Shopping Centre, für den Geldmittel in Höhe von 160 Mio. £ bereitgestellt werden sollen. Im März 2019 stimmte das Edinburgh City Council dafür, die ursprüngliche Variante 1a bis Newhaven fertig zu bauen, die Kosten werden auf 207 Mio. £ geschätzt.
Seit 2014 läuft eine Untersuchung unter Leitung von Andrew Hardie um die Ursachen für die Überschreitung des Kosten- und Zeitplans zu finden. Bis Oktober 2020 wurde noch kein Abschlussbericht vorgelegt und es gibt auch keinen Termin zur Übergabe des Berichtes, die Untersuchung hat bis zu diesem Zeitpunkt 11,3 Mio. Pfund gekostet.

## Zukunft
Es gibt Überlegungen, eine weitere Tramline über die North Bridge bis zur Royal Infirmary of Edinburgh zu bauen. Eine weitere Schleife soll den Haymarket mit Morrison Street, dem Lauriston Place, der Potterrow und Edinburgh University verbinden.

Im Februar 2021 wurde im Transport and Environment Committee der Stadt Edinburgh das Mobilitätskonzept vorgestellt, dies enthält Vorschläge für eine Nord-Süd-Linie. Der nördliche Teil entspricht weitgehend dem Plan der Phase 1b und soll in Granton starten und entweder über Roseburn am Haymarket oder dem Shandwick Place enden. Der südliche Abschnitt in Höhe des Bahnhof Edinburgh Waverley von der Stammstrecke abzweigen und nach Südosten geführt werden bis zum Royal Infirmary of Edinburgh und Bioquarter. Bis Ende 2023 soll ein strategischer Business Plan für die Nord-Süd-Linie entwickelt werden und bis Ende 2025 detailliert ausgearbeitet sein. Sollte dieser Plan genehmigt werden, ist eine Umsetzung bis 2030 angestrebt. Darüber hinaus soll untersucht werden, ob eine Verlängerung nach West Lothian bzw. nach East Lothian möglich ist.

## Fahrzeuge

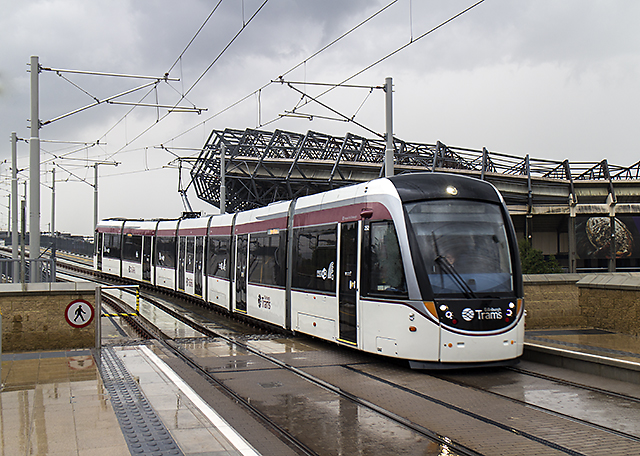
Einer der 27 Gelenkwagen vom Typ CAF Urbos passiert das Murrayfield-Stadion

Die Aufträge für die 27 Fahrzeuge wurden nach einer Ausschreibung, an der sich weiter Alstom, Bombardier und Siemens beteiligt hatten, an die CAF vergeben. Der Auftrag hat einen Wert von 40 Mio. £. Es handelt sich um Zweirichtungs-Niederflur-Gelenkwagen Typ Urbos mit einer Länge von 42,8 m. Die elektrische Ausrüstung der Fahrzeuge wurde von Vossloh Kiepe geliefert. Besondere Bedingungen waren: Sehr geräuscharmes Fahren und ein Design, das dem Status der Edinburgher Innenstadt als Welterbe der UNESCO gerecht wird. Die Fahrzeuge bieten 80 Sitz- und 250 Stehplätze und wurden mit Videoüberwachung ausgerüstet. Ein Modell des vorgesehenen Fahrzeugs wurde Anfang 2009 auf der Princes Street gezeigt.
Da aufgrund der Verzögerung des Baus an der Strecke Testfahrten in Edinburgh zunächst nicht möglich waren, wurden die Fahrzeuge ab März 2010 im Siemens-Prüfcenter für Schienenfahrzeuge in Wildenrath getestet.

## Haltestellen
Diese Liste wird periodisch von Wikidata aus durch diesen Bot automatisch generiert. Manuelle Bearbeitungen werden beim nächsten Update gelöscht!
| Haltestelle            | Bild der Haltestelle | Lage                        |
| ---------------------- | -------------------- | --------------------------- |
| Balgreen               |                      | 55° 56′ 19″ N, 3° 15′ 4″ W  |
| Bankhead tram stop     |                      | 55° 55′ 43″ N, 3° 17′ 36″ W |
| Edinburgh Airport      |                      | 55° 56′ 53″ N, 3° 21′ 40″ W |
| Edinburgh Park Central |                      | 55° 55′ 52″ N, 3° 18′ 51″ W |
| Gyle Centre            |                      | 55° 56′ 18″ N, 3° 19′ 6″ W  |
| Murrayfield Stadium    |                      | 55° 56′ 31″ N, 3° 14′ 14″ W |
| Princes Street         |                      | 55° 57′ 6″ N, 3° 11′ 52″ W  |
| Saughton               |                      | 55° 55′ 57″ N, 3° 16′ 30″ W |
| West End               |                      | 55° 56′ 54″ N, 3° 12′ 43″ W |
| St Andrew Square       |                      | 55° 57′ 15″ N, 3° 11′ 31″ W |
| Haymarket              |                      | 55° 56′ 45″ N, 3° 13′ 11″ W |
| Edinburgh Park Station |                      | 55° 55′ 39″ N, 3° 18′ 24″ W |
| Edinburgh Gateway      |                      | 55° 56′ 26″ N, 3° 19′ 18″ W |
| Gogarburn              |                      | 55° 56′ 17″ N, 3° 19′ 56″ W |
| Ingliston Park & Ride  |                      | 55° 56′ 24″ N, 3° 21′ 15″ W |
| York Place             |                      | 55° 57′ 24″ N, 3° 11′ 18″ W |
| Newhaven               |                      | 55° 58′ 48″ N, 3° 11′ 19″ W |
| Ocean Terminal         |                      | 55° 58′ 49″ N, 3° 10′ 40″ W |
| Port of Leith          |                      | 55° 58′ 41″ N, 3° 9′ 59″ W  |
| The Shore              |                      | 55° 58′ 30″ N, 3° 10′ 1″ W  |
| Foot of the Walk       |                      | 55° 58′ 15″ N, 3° 10′ 16″ W |
| Balfour Street         |                      | 55° 57′ 55″ N, 3° 10′ 34″ W |
| McDonald Road          |                      | 55° 57′ 39″ N, 3° 10′ 54″ W |
| Picardy Place          |                      | 55° 57′ 24″ N, 3° 11′ 12″ W |

## Depot
Das Depot Gogar der Straßenbahn wurde nördlich der Haltestelle Gyle am Streckenabschnitt zum Flughafen errichtet. Zur Strecke existiert in beide Fahrtrichtungen ein Gleisanschluss. Im Bereich der Zufahrt in Richtung Flughafen gibt es zudem eine Betriebshaltestelle für Personalwechsel.
Das Areal besteht aus einer offenen Abstellanlage mit acht Gleisen im Norden und einer dreigleisigen Wartungshalle mit angrenzender Waschanlage im Süden, die über eine das gesamte Gelände umschließende Umfahrung verbunden sind. Die Zweirichtungsfahrzeuge können somit auf dem Betriebsgelände auch gewendet werden, was im Linienbetrieb an den Streckenenden nicht möglich und notwendig ist.
Im Zentrum der Anlage finden Parkplätze, Lagerflächen sowie das Betriebsgebäude Platz.

## Betrieb
Der Betrieb der Straßenbahn wurde einem Eigenbetrieb der Stadt Edinburgh, Edinburgh Trams Ltd., übertragen.

### Tarif
Es besteht ein Verkehrsverbund, somit sind Tarifsystem und Fahrkarten der Straßenbahn mit denen der Lothian Buses kompatibel. An allen Tram-Stationen sind Fahrkartenautomaten aufgestellt. Eine Besonderheit ist der letzte Streckenabschnitt zwischen Ingliston und Flughafen, für dessen Benutzung ein erhöhter Tarif erhoben wird.

### Erfolg
Die Straßenbahn erwies sich im Betrieb als Erfolg: Im ersten vollen Betriebsjahr lagen die Fahrgastzahl 7,5 % und die Einnahmen 7,95 Mio. £ über der ursprünglichen Schätzung. Deshalb wird jetzt erwogen, die Reststrecke gemäß der ursprünglichen, 2011 aufgegebenen Planung, doch fertigzustellen, zumal die entsprechende Fahrzeugflotte und auch die dafür erforderlichen Schienen bereits beschafft worden sind.

### Unfälle
Eine 2016 erschienene Untersuchung zeigt, dass seit Betriebsaufnahme mehr als 250 Personen bei Stürzen auf den Tramgleisen verletzt wurden. Die meisten sind Radfahrer, die bei der Haltestelle Haymarket in die Rillenschienen geraten. Die Studie schätzt, dass die Unfälle beim National Health Service Kosten von 1,25 Mio. £ verursacht haben. Im Juni 2019 verurteilte der Court of Session Edinburgh Council zu Schadenersatzzahlungen an zwei an den Straßenbahnschienen verunglückte Radfahrer.